# 논개 (1973년 영화)
논개는 1973년 공개된 대한민국의 영화이다.

## 배역
- 김지미 : 논개 역
- 신성일 : 김상천 역
- 최불암
- 김성원 : 최경회 역